# توسنينة
بلدية توسنينة إحدي بلديات دائرة السوقر بولاية تيارت الجزائرية حيث تتربع بلدية توسنينة  على مساحة إجمالية تقدر بـــ 29696م2. بلغ عدد السكان البلدية سنة 2008م حوالي 12421 نسمة والآن حوالي 15000 نسمة.
وتعد ومن المناطق التي عمر بها الإنسان قديمًا، حيث سكنها إنسان ما قبل التاريخ (الرومان والبزنطيين) والدليل المعالم الأثرية انبثقت  بلدية توسنينة عن البلدية المختلطة جبل الناظور (السوقر حاليا) وتأسست رسميا سنة 1956 م وسميت ببلدية أولاد سيد خالد ، حتى سنة 1964م سميت بتوسنينة وكلمة توسنينة بربرية تعني (معرفتنا) وهي معروفة بمنطقتها البربرية مثل قيقاب  - أوشان - ايازرم – الخ

## تسمية
وسميت ببلدية أولاد سيد خالد ، حتى سنة 1964م سميت بتوسنينة وكلمة توسنينة بربرية تعني (معرفتنا) 

## جغرافيا

### مناخ
يسود المنطقة مناخ حار وجاف صيفا ، ممطر وبارد شتاء.

### موقع
تقع بلدية توسنينة في جنوب مدينة تيارت عاصمة الولاية وتبعد عنها بحوالي 37كلم.
وتحتل موقعا هاما يحدها من الشمال بلدية ملاكو ومن الشرق بلديتي السوقر والنعيمة ومن الجنوب مدريسة وشحيمة  ومن الغرب مدروسة وفرندة .

## لمحة حول بلدية توسنينة
تزخر بلدية توسنينة بثروات مائية هائلة والتي تسوق إلى الكثير من جهات الوطن ويكفي أنها تحتوي على ثاني أكبر محطة لضخ المياه بالجهة الغربية للوطن، تشتهر كذلك بأقدم قطب معرفي ثقافي بالولاية وهي زاوية الشيخ بوشارب التي تأسست سنة 1898، ولقد خرّجت أكثر من 1800 متعلم وإطارات وعلماء ومجاهدين بالإضافة أعلام توسنينة  عبد القادر بن خليل والشيخ مولاي ونورة أسفال الكاتبة والروائية المعروفة عالميا التي ولدت سنة 1953م بتوسنينة.
تشتهر المنطقة بأحد أكبر وديان الجزائر واد مينا الذي ينبع من توسنينة ويمر عبر غليزان ثم شلف ليصب في البحر الأبيض المتوسط.

## الإقتصاد

### الفلاحة
تتميز بلدية توسنينة بطابعها ألفلاحي ، حيث يعتمد سكانها بالدرجة الأولى على خدمة الأرض وتربية المواشي.

### مداخيل البلدية
تعتمد البلدية في مداخليها على كراء الأملاك العقارية المتمثلة في محلات ذات طابع سكني ، تجاري وكذا العتاد المنقول.

## منشآت

### تعليم
- التعليم : تتوفر البلدية على 11مدرسة ابتدائية 05 داخل البلدية و06 بالمناطق الريفية .
- المتوسط : يوجد متوسطتين .
- الثانوي : توجد ثانوية واحدة « ثانوية زايش عبد القادر»
- التكوين المهني : يوجد ببلدية  مركز تكوين مهني .
- النقل المدرسي : يستفيد تلاميذ المنطقة من 04حافلات مخصصة للنقل المدرسي .

### الصحة
يوجد بالبلدية عيادة متعددة الخدمات بها 06أجنحة مخصصة لتقديم الخدمات الصحية ، وقاعات علاج بالمناطق الريفية

### الثقافة
يوجد بالبلدية مركز ثقافي واحد

### الرياضة
تتوفر بلدية على ملعب لكرة القدم وملعب جواري

### السكن
وصل عدد ساكنات الاجتماعية 5000مسكن يضم مختلف الصيغ بالإضافة إلى البناء الريفي بالمناطق الريفية.

### البريد والمواصلات
يوجد بالبلدية مركز بريدي واحد يغطي احتياجات السكان .

## شؤوون دينية
تزخر البلدية بإرث كبير يتمثل في زاويتين  تهتمان بتحفيظ القرآن الكريم وتدريس علومه وهما زاوية سيدي بوشارب عبد القادر بوشارب وزاوية سيدي أحمد بن عبد الله.
يقام بالبلدية مهرجان سنوي يتمثل في وعدة الوالي الصالح سيدي خالد التي تقام بداية كل خريف من كل سنة.